# Serguéi Kravkov
Serguéi Vasílievich Kravkov  (translitera del cirílico ruso Сергей Васильевич Кравков) fue un psicólogo y psicofisiólogo ruso, doctor en ciencias biológicas (1935), miembro correspondiente de la Academia de Ciencias de la URSS y de la Academia de Ciencias Médicas de la URSS (1946). Es considerado uno de los fundadores de la óptica fisiológica, una disciplina científica que estudia los procesos fisiológicos y las regularidades físicas y psíquicas que caracterizan el funcionamiento de los órganos de vista humana.

## Biografía
Serguéi Kravkov nació el 31de mayo de 1893 en Riazán en la familia del médico militar Vasili Pávlovich Kravkov (1859-1920). En el momento de su nacimiento su padre tenía el rango de Consejero de la Corte (VIII grado de la Tabla de Rangos) y ocupaba el puesto del médico mayor del Regimiento 137° de Infantería «Nézhinsky», acuartelado en Riazán. La madre del futuro científico, Elena Alexéyevna Lukina (1870 — c. 1922) procedía de la nobleza hereditaria de la Gobernación de Riazán.
En los años 1903-1911 Serguéi Kravkov fue alumno del 1.er Gimnasio Сlásico Masculino de Riazán. Al terminar el curso fue admitido en la Universidad Imperial de Moscú, donde cursó estudios en la Facultad de Historia y Filología. Desde 1912 Kravkov fue cursante del Instituto Psicológico Lidia Schukina asociado a la Universidad de Moscú, desde 1915 trabajó allí como auxiliar. Su actividad científica comenzó en 1915 con el informe «La psicología objetiva, su materia y significado», presentado en la sesión anual del Instituto Psicológico. Las capacidades del joven investigador fueron altamente valoradas por el director del Instituto Psicológico Gueórgui Chelpánov.
En 1916 Serguéi Kravkov se graduó de la Universidad de Moscú con título en psicología experimental de primer grado y medalla de oro. Continuó estudios de posgrado en el Departamento de psicología experimental de la misma Universidad.
Continuando a trabajar en el Instituto Psicológico hasta 1923, Kravkov en 1920-1932 fue al mismo tiempo auxiliar mayor del Instituto de física biológica del Comisariado del Pueblo para la Salud Pública de la RSFSR, donde trabajo bajo la dirección del académico Piotr Petrovich Lázarev. En estos años estudió ciencias físico matemáticas y comenzó el trabajo experimental propio relacionado con el estudio de fisiología de la visión. Al mismo tiempo Kravkov desarrolló amplia actividad docente en varios centros de enseñanza superior de Moscú: en 1924-1929 enseñó como profesor titular la colorimetría en los Talleres de Enseñanza Superior del Arte y de la Técnica (Vjutemás), de 1927 fue profesor titular de óptica fisiológica del Departamento de luminotécnica del Instituto de Ingeniería Energética de Moscú (MEI). En 1932 el científico fue elegido profesor de óptica fisiológica del MEI. Además de esto, Kravkov llevó a cabo la actividad docente e investigativa en la Academia Pedagógica Militar, Instituto de Economía Nacional Plekhanov de Moscú, Academia Estatal de Ciencias de Arte, Instituto Electrotécnico de la URSS y otros.
En 1935 a Serguéi Kravkov, valorado el conjunto de sus obras publicadas, fue otorgado el grado de doctor en ciencias biológicas en materia «Psicofisiología de la visión». En 1935-1938 el científico ocupó el cargo de profesor del Departamento de Fisiología de la Facultad de Ciencias Biológicas de la Universidad Estatal Lomonosov de Moscú.
En 1936 Kravkov fundó y hasta el fin de su vida encabezaba el Laboratorio de óptica fisiológica del Instituto Estatal Central Oftalmilógico Helmholtz (hoy Instituto Científico de Enfermedades de los Ojos Helmholtz de Moscú), que después de su fallecimiento recibió su nombre. Al mismo tiempo el científico dirigía el Laboratorio de Psicofisiología de Percepción del Instituto Psicológico de la Academia de Ciencias Pedagógicas de la RSFSR.
En los años de la Segunda Guerra Mundial Serguéi Kravkov trabajó sobre los problemas de restablecimiento de la visión en uno de los hospitales neuroquirúrgicos. Desde 1945 el científico encabezaba el Laboratorio de Óptica Fisiológica, fundado por él en el Instituto de Filosofía de la Academia de Ciencias de la URSS. En los años 1946-1951 fue profesor de la Facultad de Filosofía de la Universidad Estatal Lomonosov de Moscú.
Kravkov fue Secretario Científico (desde 1943) y después Vicepresidente (desde 1946) de la Comisión de Óptica Fisiológica de la Sección Biológica de la Academia de Ciencias de la URSS. También fue miembro de la Comisión de Luminotécnica de la Sección de Ciencias Técnicas de la Academia de Ciencias de la URSS (1947-1951).
En 1946 Serguéi Kravkov fue elegido miembro correspondiente de la Academia de Ciencias Médicas de la URSS, poco después miembro correspondiente de la Academia de Ciencias de la URSS. En 1947 le fue otorgado el título honorífico de Trabajador honrado de ciencia de la RSFSR.
En 1941, siguiendo la iniciativa del académico Mikhail Averbakh comenzó la edición de la revista Problemy fiziologicheskoi optiki (Problemas de Óptica Fisiológica). En 1941-1951 Kravkov fue su redactor jefe.
En décadas de actividad científica Kravkov publicó más de 100 libros y artículos. Sus principales obras son Samonabliudenie (Introspección, 1922), Vnushenie. Psikhologia i pedagogika vnushenia (Infusión. Sicología y pedagogía de la infusión, 1924), Ocherk psikhologii (Esbozo de sicología, 1925), Glaz i ego rabota (El ojo y su funcionamiento, 1932), Ocherk obschei psikhofiziologii organov chuvstv (Esbozo de psicofisiología general de los órganos de los sentidos, 1946), Vzaimodeistvie organov chuvstv (Interacción de los órganos de los sentidos, 1948), Tsvetovoe zrenie (Visión de colores, 1951). En colaboración con N. Vishnevsky Kravkov ideó y construyó un aparato para determinar la normalidad de la visión crepuscular que fue fabricado en serie para el Ejército Rojo durante la Segunda Guerra Mundial. Serguéi Kravkov fue maestro de un grupo de brillantes investigadores, entre los cuales figuran L. Schwarz, V. Rozhdestvensky, A. Bogoslovsky, V. Shevareva y otros.
Serguéi Kravkov falleció el 16 de marzo de 1951 en Moscú. Fue enterrado en el cementerio Danilovskoe.

## Actividad científica
La actividad científica de Serguéi Kravkov abarca el período entre 1916 y 1951. En ella se puede destacar cuatro etapas: el primer período de investigaciones tempranas (1916-1930) que transcurría en las condiciones complicadas de consolidación de psicología soviética en los tiempos posrevolucionarios; el segundo período (1930-1941), relacionado principalmente con estudios de interacción de los órganos de los sentidos; el tercer período (1941-1945), dedicado a la solución de problemas derivados de las necesidades de la defensa del país durante la Segunda Guerra Mundial; el cuarto período (1945-1951) que coincide con el trabajo del científico en el Instituto Psicológico de la Academia de Ciencias Pedagógicas de la RSFSR, en el Instituto Estatal Central Oftalmológico Helmholtz y en la Sección Psicológica del Instituto de Filosofía de la Academia de Ciencias de la URSS, donde Kravkov continuaba el estudio profundo de los problemas de interacción de los órganos de los sentidos y de la visión de colores.
En los años transcurridos Serguéi Kravkov publicó más de cien obras, muchos de las cuales fueron traducidas en Gran Bretaña, EE. UU., Francia, Canadá, Alemania, China y Japón. Su estudio monográfico Glaz i ego rabota (El ojo y su funcionamiento) es considerado uno de los mejores trabajos generales sobre la psciofisiología de la visión Fue reeditado en cuatro ocasiones en la URSS y traducido en varios idiomas extranjeros.
La amplia gama de intereses científicos de Kravkov incluía: adaptación e interacción de los órganos de los sentidos, contraste, imágenes consecutivas, sinestesia, potencialidades biológicas de distintos niveles de sistema de vista (la retina, la subcorteza y la corteza cerebral); interrelación entre las zonas macular y periférica de la retina; fenómeno de inducción en la retina; electrofisiología de la visión (sensibilidad eléctrica, labilidad, electroretinografía); la visión de colores y sus anomalías; condicionamiento clásico sensorio; métodos diagnósticos de glaucoma (por la percepción de colores y la reacción del punto ciego) y mucho más.
Serguéi Kravkov es considerado uno de los fundadores de la óptica fisiológica, una disciplina científica que estudia los procesos fisiológicos y las regularidades físicas y psíquicas que caracterizan el funcionamiento de los órganos de vista humana. Estudio las regularidades del funcionamiento del sistema visual, la regulación central de las funciones de la visión, la interacción de los órganos de los sentidos, la electrofisiología del sistema visual, la visión de colores y las normas higiénicas del alumbramiento.
Muchos experimentos realizados por Kravkov, sus discípulos y colaboradores, permitieron descubrir la relación funcional entre los sistemas de la visión de colores, entre la sensibilidad a los colores rojo y verde, describir las relaciones antagónicas entre ellas. La misma dependencia funcional fue encontrada entre la percepción de los colores amarillo y azul. Entre los sistemas de sensibilidad al verde y azul fueron descubiertas relaciones concurrentes.
En los años de la Segunda Guerra Mundial los temas de estudios de Serguéi Kravkov fueron relacionados con las necesidades prácticas del Ejército Rojo: elevación de eficiencia de observaciones, mejoramiento de sistemas de camuflaje, exploración, métodos de prevención de deslumbramiento por la luz de reflectores, métodos de prevención de deslumbramiento por la nieve, sensibilización de los órganos de los sentidos.

## Familia
En 1920 Serguéi Kravkov se casó con Nina Pávlovna Kólosova (1894-1985), pianista, después profesora del Consrevatorio Chaikovski de Moscú. Su hijo Yuri Serguéyevich Kravkov (1921-2003), Mayor General del Servicio Médico, dirigió el Hospital Militar Clínico Central Burdenko de Moscú en 1973-1983.

## Memoria

Tabla conmemorativa en honor de Serguéi Kravkov y su padre Vasili sobre su casa natal en Riazán

Por la disposición de la ministra de Salud Pública de la RSFSR María Kovríguina No 616 del 28 de noviembre de 1951 el nombre de Serguéi Kravkov fue otorgado al Laboratorio de Óptica Fisiológica del Instituto Estatal Central Oftalmológico Helmholtz (hoy Insitiuto Científico de Enfermedades de los Ojos Helmholtz de Moscú).